# Биканов Анатолій Дмитрович
Анатолій Дмитрович Биканов (20 березня 1937, Прохладний, Кабардино-Балкарська АРСР — 2015, Москва) — радянський і російський композитор і музикант. В даний час викладає в Московській консерваторії ім П. І. Чайковського.

## Біографія
Анатолій Дмитрович Биканов народився 20 березня 1937 року в місті Прохладний, Кабардино-Балкарської АРСР.
У 1962 році закінчив Московську консерваторію по класу композиції С.А.Баласаняна (раніше займався у Д.Б.Кабалевського).
У 1965 році створив відомий камерний ансамбль «Рококо».
Автор симфонічних та інструментальних творів. Популярністю користувалася його музика і пісні до мультфільмів і телевізійних фільмів. Співпрацював з Олегом Анофрієвим, Володимиром Винокуром, Муслімом Магомаєвим, Володимиром Трошиним, Леонідом Серебренниковим і іншими. 
Професор Московської консерваторії.
У 1975 році написав музику для першої екранізації повісті Едуарда Успенського «Дядя Федір, пес і кіт».
Є автором оригінальної музики до телепередачі «Кабачок 13 стільців». Після написання музики до розважальної телепередачі, Биканов почав набувати творчий успіх.
Помер у 2015 році у Москві.

## Особисте життя
- Дідусь - Костянтин Георгійович Ткачов (по лінії матері), диригент
- Мати - Биканова Любов Костянтинівна
- Батько- Биканов Дмитро Акимович (* 06.08.1906)
- Сестра — майстриня Неллі Дмитрівна Биканова (* 1930)
- Тітка – Валентина Костянтинівна Ткачова (по лінії матері)

Дружини та діти
- Дружина (перша) - Биканова Раю
- Дружина (друга) — Катерина Олексіївна Овечкіна-Биканова (* 31.12.1947), викладач в області теорії музики.[4]
- Син (від першого шлюбу) - Биканов Максим Анатолійович
- Син (від другого шлюбу) - Биканов Єгор Анатолійович

## Фільмографія (обрана)
- 1966-1980 - Кабачок «13 стільців»
- 1970 - Як ми шукали Тишку
- 1970 - Малюк і чорна маска
- 1970 - Подання починається!
- На всякого мудреця досить простоти (версії 1952 і 1971 роки)
- 1972 — Вкрали зебру
- 1972 — Яблуко
- 1973 — Казка про попа і наймита його Балду
- 1973-1974 — Чарівник Смарагдового міста (3, 6, 9-10 серії)
- 1975—1976 — Дядя Федір, пес і кіт
- 1978 — Здається квартира з дитиною
- 1978 — Гірничий майстер
- 1979 — Салют, олімпіада!
- 1980 — Історія одного потиличника
- 1993 — Я сама

## Відомі пісні
- «Черговий постової» (ісп. Георгій Віцин, сл. Володимир Ліфшиц)
- «Нерозлучні подружки» (різні виконавці; сл. Петро Синявський, з кінофільму «Історія одного потиличника»)
- «Від села до села» (ісп. Муслім Магомаєв і ВК «Аккорд», сл. Анатолій Горохов)
- «Пісня про виховання дітей» (ісп. Леонід Серебренников, сл. Петро Синявський, з кінофільму «Історія одного потиличника»)
- «Світ дітей» (ісп. Хорова студія «Супутник», сл. Ігор Шаферан, заставка мультфільму «Дядя Федір, пес і кіт»)
- Салют, олімпіада! (трьох-пісенна фантазія на вірші Михайла Пляцковского, ісп. Володимир Винокур[5][6] і Великий дитячий хор Всесоюзного радіо і Центрального телебачення)
- «Кружляє швидше, каруселі!» (ісп. Анатолій Биканов і хорова студія «Супутник», сл. Андрій Санін, з шостої серії мультфільму «Чарівник Смарагдового міста»)
- «Пісенька Кота Матроскіна» (ісп. Світлана Харлап, сл. Ігор Шаферан, з мультфільму «Дядя Федір, пес і кіт»)
- «Про що твоя пісня, співак незнайомий?» (Спільно з Арто Заргаряном, ісп. Андрій Миронов, сл. В. Гераскін)
- «Чому нам так не щастить» (ісп. Клара Рум'янова, сл. Віталій Татаринов, з кінофільму «Здається квартира з дитиною»)
- Музичний супровід до мультфільму «Казка про попа і наймита його Балду» (ісп. Олег Анофриєв, слова Олександра Сергійовича Пушкіна)
- «Солдатське щастя» (ісп. Володимир Трошин і Ілля Гречишников, сл. Михайло Садовський)
- «Тимоша» (ісп. Георгій Віцин, сл. Володимир Ліфшиц)
- «Таємний знак» (ісп. Муслім Магомаєв, сл. Анатолій Горюшкін)

## Відомі естрадні мелодії з камерного ансамблю «Рококо»
- «Лісовий струмок», 3 хв. 24 сек. Рік запису: 1973. Мелодія створена за мотивами саундтрека до мультфільму «Яблуко» (1972).
- «Дюни» (диск «Лінивий Шейк»), 3 хв. 40 сек. Рік запису: 1968.
- Наступні «Диліжанс» (диск «Старий Антиквар»[7]), 3 хв. 30 сек. Рік запису: 1970.
- «Елегія» (диск «Старий Антиквар»), 4 хв. 23 сек. Рік запису: 1984.